# Matthew Borish
 (août 2015).
Si vous disposez d'ouvrages ou d'articles de référence ou si vous connaissez des sites web de qualité traitant du thème abordé ici, merci de compléter l'article en donnant les références utiles à sa vérifiabilité et en les liant à la section « Notes et références ».
Matthew Borish est un acteur américain, né le 13 avril 1991 en Pennsylvanie (États-Unis).

## Filmographie

### Cinéma
- 2002 : Le Justicier de l'ombre (Hack) : Michael Olshansky, Jr.
- 2004 : Simply Untitled (court métrage)
- 2005 : The Final Point : Billy
- 2005 : Rounding First de Jim Fleigner : Tiger

### Série télévisée
- 2002 : Le Justicier de l'ombre (Saison 1 ; Saison 2, Épisodes 1, 2, 3, 4, 9 et 11) : Michael 'Mikey' Olshansky Jr.